# 62-es villamos (Brüsszel)
A brüsszeli 62-es jelzésű villamos 2011. szeptember 1-jén kezdte meg működését. A Cimetière de Jette / Kerkhof van Jette és az Eurocontrol megállók között közlekedik.

## Története
A brüsszeli 62-es villamost 2011. szeptember 1-jén indították el, a place Meiseri dugók enyhítésére.
2014. március 10-én meghosszabbították a Bienfaiteurs-től a Cimetère de Jette-ig a 25-ös villamos (Bienfaiteurs és Thomas között) és a 93-as villamos (Liedts és Cimetère de Jette között) útvonalán.
2014. április 22-én pedig a Da Vincitől az Eurocontrolig hosszabbították meg a NATO érintésével.

### Miért éppen 62?
A STIB eredetileg 26-os jelzést akart adni a vonalnak, hogy illeszkedjen a 23-as, 24-es és 25-ös villamosokhoz, mivel (régen) mindegyik a place Meiseren haladt el, ahol a 62-es villamos is megy most. Viszont ez összekeverhető lett volna a 26-os számú vasútvonallal, ami ugyanazon a városrészen halad át (Station Meiser, Bordet Station). Ezért lett a szám megfordítva 62-re. Azonban a 62-es villamos 2011. szeptemberi indulása előtt a 23-as és 24-es vonalak 2011 márciusában a 7-es vonallal lettek helyettesítve, ezzel csökkentve a 26-os szám jelentőségét.

## Állomások

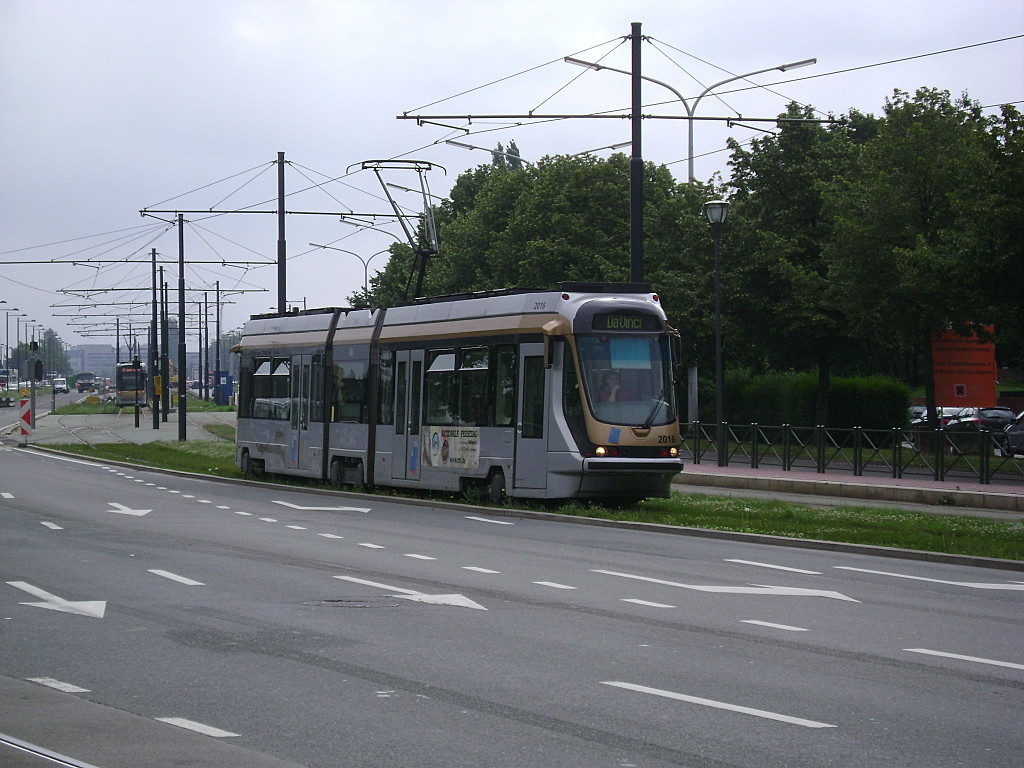
A 62-es villamos a Da Vinci állomásnál

|  |   |  | Állomások                                 | Városrészek | Átszállások                       |
|  | - |  | ----------------------------------------- | ----------- | --------------------------------- |
|  | o |  | Cimetière de Jette / Kerkhof van Jette    | Jette       | 19 51 93 - 53                     |
|  | o |  | Foyer Jettois / Jetse Haard               | Jette       | 93                                |
|  | o |  | Jacobs Fontaine                           | Brüsszel    | 93 - 53                           |
|  | o |  | Bockstael                                 | Brüsszel    | 6 - 93 - 49 53 88 89 - N18 - SNCB |
|  | o |  | Moorslede                                 | Brüsszel    | 93                                |
|  | o |  | Princesse Clémentine / Prinses Clementina | Brüsszel    | 93 - N18                          |
|  | o |  | Outre-Ponts / Over de Bruggen             | Brüsszel    | 93 - 57 - N18                     |
|  | o |  | Jules De Trooz                            | Brüsszel    | 3 93 - 47 - N18                   |
|  | o |  | Masui                                     | Schaerbeek  | 3 93 - 47 58 - N18                |
|  | o |  | Thomas                                    | Schaerbeek  | 3 25 32 55 93                     |
|  | o |  | Liedts                                    | Schaerbeek  | 25 32 55 93                       |
|  | o |  | Lefrancq                                  | Schaerbeek  | 25 93                             |
|  | o |  | Robiano                                   | Schaerbeek  | 25 92 - 65 66 - N04 - De Lijn     |
|  | o |  | Coteaux / Wijnheuvelen                    | Schaerbeek  | 25 - 59 65 66 - N04 - De Lijn     |
|  | o |  | Bienfaiteurs / Weldoeners                 | Schaerbeek  | 25 - 65 - N04                     |
|  | o |  | Patrie / Vaderland                        | Schaerbeek  | 25 - 64 65 - N04                  |
|  | o |  | Meiser                                    | Schaerbeek  | 7 25 - 63 - N04 - SNCB            |
|  | o |  | Léopold III / Leopold III                 | Schaerbeek  | 7 - 63 - N04                      |
|  | o |  | Pentathlon                                | Evere       |                                   |
|  | o |  | Evere Shopping                            | Evere       | 21 66 - SNCB                      |
|  | o |  | Lekaerts                                  | Evere       | 21 65                             |
|  | o |  | Da Vinci                                  | Evere       | 32 55 - 12 21 65 69 80            |
|  | o |  | NATO                                      | Brüsszel    | 12 21 65 - De Lijn                |
|  | o |  | Bourget                                   | Brüsszel    | 12 21 65 - De Lijn                |
|  | o |  | Eurocontrol                               | Brüsszel    |                                   |

## Üzemidő
A 62-es villamost a STIB üzemelteti. Körülbelül 5.25 és 0.45 óra között közlekedik. A két végállomás között kb. 40 perc a menetidő.

## Fordítás
Ez a szócikk részben vagy egészben  a   Ligne 62 du tram de Bruxelles című francia Wikipédia-szócikk ezen változatának fordításán alapul.  Az eredeti cikk szerkesztőit annak laptörténete sorolja fel. Ez a jelzés csupán a megfogalmazás eredetét és a szerzői jogokat jelzi, nem szolgál a cikkben szereplő információk forrásmegjelöléseként.